# Kaniyur
Kaniyur è una suddivisione dell'India, classificata come town panchayat, di 5.807 abitanti, situata nel distretto di Tirupur, nello stato federato del Tamil Nadu. In base al numero di abitanti la città rientra nella classe V (da 5.000 a 9.999 persone).

## Geografia fisica
La città è situata a 10° 36' 40 N e 77° 22' 49 E.

## Società

### Evoluzione demografica
Al censimento del 2001 la popolazione di Kaniyur assommava a 5.807 persone, delle quali 2.854 maschi e 2.953 femmine. I bambini di età inferiore o uguale ai sei anni assommavano a 573, dei quali 294 maschi e 279 femmine. Infine, coloro che erano in grado di saper almeno leggere e scrivere erano 3.966, dei quali 2.154 maschi e 1.812 femmine.